# 2003 YX179
2003 YX179, também escrito como 2003 YX179, é um objeto transnetuniano que está localizado no Cinturão de Kuiper, uma região do Sistema Solar. Este corpo celeste é classificado como um cubewano. Ele possui uma magnitude absoluta de 7,0 e tem um diâmetro estimado com 175 km.

## Descoberta
2003 YX179 foi descoberto no dia 24 de dezembro de 2003.

## Órbita
A órbita de 2003 YX179 tem uma excentricidade de 0,048 e possui um semieixo maior de 43,820 UA. O seu periélio leva o mesmo a uma distância de 41,720 UA em relação ao Sol e seu afélio a 45,919 UA.